# فرودگاه پورت لینکولن
فرودگاه پورت لینکولن (به انگلیسی: Port Lincoln Airport) یک فرودگاه همگانی مسافربری با کد یاتا PLO است که یک باند فرود آسفالت دارد و طول باند آن ۱۴۹۹ متر است. این فرودگاه در کشور استرالیا قرار دارد و در ارتفاع ۱۱ متری از سطح دریا واقع شده است.